# 瀬川和久
瀬川 和久（せがわ かずひさ、本名同じ、1987年7月21日 - ）は、北海道出身でWISEMEN所属の俳優。身長は183cmでバスト・ウエスト・ヒップ・靴のサイズはそれぞれ98cm・78cm・88cm・27.5cmである。
特技はサッカー・水泳・バスケットボールであり、歌うのが大好きで趣味はカラオケ・映画鑑賞・読書である。

## 主な活動

### テレビ番組
- 天才てれびくん（NHK教育テレビ） - フラフープをする少年（1997年8月）
- SMAP×SMAP（関西テレビ・フジテレビ） - コント「メガネクラブ」、ダテメガネ部部員役（2005年10月）

### 舞台
- ダーディーバード（PU-PU-JUICE公演、2006年5月、下北沢駅前劇場） - 主演
- BASARA〜謀略に城〜（2007年5月、吉祥寺シアター） - 明智光秀役

### CM
- 日清焼そばUFO（2005年6月、都内駅張りポスター）

### 映画
- 歌謡の天使 クレープのマミ（2007年6月、監督：神谷誠、主演：小倉優子）